# Statistiche e record del Como 1907

## Statistiche e record

### Partecipazione ai campionati
Nelle 101 stagioni sportive sono escluse quelle disputate a livello regionale fra il 1912 e il 1914, fra il 1919 e il 1922 e fra il 1936 e il 1938. Tra le partecipazioni alla Serie C è incluso anche il campionato di Serie B-C Alta Italia 1945-1946, in cui il Como partecipò come squadra di Serie C.
| Livello | Categoria                   | Partecipazioni | Debutto   | Ultima stagione | Totale |
| ------- | --------------------------- | -------------- | --------- | --------------- | ------ |
| 1º      | Prima Categoria             | 1              | 1914-1915 | 1914-1915       | 16     |
| 1º      | Serie A                     | 15             | 1949-1950 | 2025-2026       | 16     |
| 2º      | Seconda Divisione           | 4              | 1922-1923 | 1925-1926       | 44     |
| 2º      | Prima Divisione             | 3              | 1926-1927 | 1928-1929       | 44     |
| 2º      | Serie B                     | 37             | 1931-1932 | 2023-2024       | 44     |
| 3º      | Prima Divisione             | 2              | 1929-1930 | 1930-1931       | 35     |
| 3º      | Serie Mista B-C Alta Italia | 1              | 1945-1946 | 1945-1946       | 35     |
| 3º      | Serie C                     | 13             | 1935-1936 | 2020-2021       | 35     |
| 3º      | Serie C1                    | 12             | 1978-1979 | 2004-2005       | 35     |
| 3º      | Lega Pro Prima Divisione    | 5              | 2009-2010 | 2013-2014       | 35     |
| 3º      | Lega Pro                    | 2              | 2014-2015 | 2016-2017       | 35     |
| 4º      | Lega Pro Seconda Divisione  | 1              | 2008-2009 | 2008-2009       | 3      |
| 4º      | Serie D                     | 2              | 2017-2018 | 2018-2019       | 3      |
| 5º      | Serie D                     | 3              | 2005-2006 | 2007-2008       | 3      |

| Livello | Categoria       | Partecipazioni | Debutto   | Ultima stagione | Totale |
| ------- | --------------- | -------------- | --------- | --------------- | ------ |
| I       | Prima Categoria | 4              | 1913-1914 | 1921-1922       | 6      |
| I       | Prima Divisione | 2              | 1936-1937 | 1937-1938       | 6      |
| II      | Promozione      | 1              | 1912-1913 | 1912-1913       | 1      |

### Partecipazione alle coppe
| Torneo                          | Partecipazioni | Debutto   | Ultima stagione | Totale |
| ------------------------------- | -------------- | --------- | --------------- | ------ |
| Coppa Italia                    | 56             | 1935-1936 | 2025-2026       | 57     |
| Coppa Alta Italia               | 1              | 1946      | 1946            | 57     |
| Coppa Italia Semiprofessionisti | 1              | 1978-1979 | 1978-1979       | 21     |
| Coppa Italia Serie C            | 12             | 1990-1991 | 2019-2020       | 21     |
| Coppa Italia Lega Pro           | 8              | 2008-2009 | 2016-2017       | 21     |
| Coppa Italia Serie D            | 5              | 2005-2006 | 2018-2019       | 5      |

| Torneo              | Partecipazioni | Debutto   | Ultima stagione | Totale |
| ------------------- | -------------- | --------- | --------------- | ------ |
| Coppa Mitropa       | 1              | 1980-1981 | 1980-1981       | 1      |
| Coppa dell'Amicizia | 2              | 1960      | 1961            | 2      |

### Statistiche di squadra
Record assoluti
- Vittoria più larga in casa:

Como-Modena 7-0 (1914-1915)
Comense-Reggiana 7-0 (1930-1931)
Como-Trezzo 7-0 (1937-1938)
- Vittoria più larga in trasferta:

Vis Nova-Como 0-14 (1942-1943)
- Sconfitta più larga in casa:

Como-U.S. Milanese 1-8 (1919-1920)
- Sconfitta più larga in trasferta:

Juventus-Como 9-0 (1913-1914)
- Pareggio con il maggior numero di reti:

Derthona-Comense 5-5 (1927-1928)
Record in Serie A
- Vittoria più larga in casa:

Como-Lucchese 5-0 (1950-1951)
Como-Udinese 5-0 (1951-1952)
- Vittoria più larga in trasferta:

Juventus-Como 0-3 (1950-1951)
Avellino-Como 1-4 (1985-1986)
Lecce-Como 1-4 (1985-1986)
Lecce-Como 0-3 (2024-2025)
- Sconfitta più larga in casa:

Como-Inter 1-5 (1949-1950)
Como-Juventus 2-6 (1949-1950)
Como-Napoli 0-4 (1981-1982)
Como-Lazio 1-5 (2024-2025)
- Sconfitta più larga in trasferta:

Napoli-Como 7-0 (1950-1951)

## Statistiche individuali
- Maggior numero di reti segnate in una stagione:

28 Marco Romano (1932-1933)
- Maggior numero di reti segnate in una partita:

5 Giulio Longhi vs. Vis Nova (1942-1943)
5 Carlo Dell'Omodarme vs. Cagliari (1959-1960)
- Rete più rapida segnata:

10″ Autorete di Marco Libassi vs. Brescello (1998-1999)
10″ Matteo Chinellato vs. Pistoiese (2016-2017)
- Rete più rapida subita:

10″ Tullio Ghersetich vs. Fiorentina (1952-1953)
- Minuti di imbattibilità:

1008' Antonio Lonardi (1967-1968)
- Minuti di imbattibilità in Serie A:

453' Mario Paradisi (1986-1987)
467' Jean Butez (445') + Pepe Reina (22') (2024-2025)

### Lista dei capitani
| Calciatore               | Ruolo | Stagioni al club                 | Stagioni da capitano      | Presenze | Reti |
| ------------------------ | ----- | -------------------------------- | ------------------------- | -------- | ---- |
| …                        |       |                                  |                           |          |      |
| Bruno Ballarini          | D     | 1958-1970                        | 1961-1970 (9)             | 350      | 21   |
| Alfredo Magni            | D     | 1967-1973                        | 1970-1973 (3)             | 177      | 1    |
| Claudio Correnti         | C     | 1969-1978                        | 1973-1978 (5)             | 286      | 6    |
| Roberto Melgrati         | D     | 1970-1972 e 1973-1980            | 1978-1980 (2)             | 251      | 2    |
| Adriano Lombardi         | C     | 1971-1972, 1974-1975 e 1979-1982 | 1980-1982 (2)             | 132      | 5    |
| Silvano Fontolan         | D     | 1974-1978 e 1979-1983            | 1982-1983 (1)             | 148      | 7    |
| Giancarlo Centi          | C     | 1977-1981 e 1983-1991            | 1983-1991 (8)             | 333      | 3    |
| Paolo Annoni             | D     | 1987-1988 e 1990-1994            | 1991-1993 (2)             | 84       | 1    |
| Giacomo Gattuso          | C     | 1986-1988, 1989-1995 e 1997-1999 | 1993-1995 (2)             | 184      | 1    |
| Roberto Galia            | C     | 1980-1983 e 1994-1997            | 1995-1997 (2)             | 137      | 7    |
| Alfredo Ottolina         | D     | 1997-1999                        | 1997-1998 (1)             | 55       | 1    |
| Massimiliano Ferrigno    | C     | 1992-1997, 1998-2001 e 2003-2004 | 1998-2000 (3)             | 165      | 27   |
| Oscar Brevi              | D     | 2000-2003 e 2008-2009            | 2000-2002 e 2008-2009 (5) | 110      | 4    |
| Cristian Stellini        | D     | 2000-2003                        | 2003 (1)                  | 100      | 4    |
| Mauro Bressan            | C     | 1991-1994 e 2003-2005            | 2003-2005 (2)             | 108      | 7    |
| Aldo Monza               | C     | 2005-2006                        | 2005-2006 (1)             | 31       | 2    |
| Marco Sgrò               | C     | 2006-2007                        | 2006-2007 (1)             | 25       | 1    |
| Roberto Cau              | C     | 2007-2008                        | 2007-2008 (1)             | 30       | 4    |
| Michele Franco           | D     | 2008-2011                        | 2009-2011 (2)             | 88       | 10   |
| Orlando Urbano           | D     | 2011-2012                        | 2011-2012 (1)             | 31       | 2    |
| Andrea Ardito            | C     | 2009-2015                        | 2012-2015 (3)             | 197      | 1    |
| Giovanni Fietta          | C     | 2013-2017                        | 2016-2017 (1)             | 90       | 1    |
| Davide Sentinelli        | C     | 2007-2008 e 2017-2018            | 2017-2018 (1)             | 61       | 13   |
| Federico Gentile         | C     | 2017-2019                        | 2018-2019 (1)             | 60       | 25   |
| Silvano Raggio Garibaldi | C     | 2018-2020                        | 2019-2020 (1)             | 46       | 2    |
| Luca Crescenzi           | D     | 2019-2021                        | 2020-2021 (1)             | 45       | 0    |
| Alessandro Bellemo       | C     | 2019-2024                        | 2021-2024                 | 166      | 12   |
| Alessandro Gabrielloni   | A     | 2018-                            | 2024-                     | 219      | 63   |

### Record di presenze
| Campionato - 350 Bruno Ballarini (1958-1970) - 333 Giancarlo Centi (1977-1981, 1983-1991) - 286 Claudio Correnti (1969-1978) - 278 Antonio Cetti (1920-1941) - 277 Luigi Paleari (1965-1973) - 251 Roberto Melgrati (1970-1972, 1973-1980) - 250 Silvano Fontolan (1974-1978, 1979-1983) - 247 Cesare Butti (1925-1938) - 247 Doriano Pozzato (1969, 1970-1976, 1978-1981) - 219 Alessandro Gabrielloni (2018-) - 210 Piero Maronati (1942-1951) | Serie A - 168 Giancarlo Centi (1980-1981, 1984-1989) - 136 Massimo Albiero (1981, 1984-1989) - 119 Enrico Todesco (1984-1989) - 116 Mario Paradisi (1986-1989) - 115 Stefano Maccoppi (1985-1989) - 112 Dan Corneliusson (1984-1989) - 107 Giovanni Invernizzi (1981-1982, 1984-1989) - 105 Franco Pedroni (1949-1952) - 100 Antonio Tempestilli (1981-1982, 1984-1987) - 97 Franco Cardani (1949-1953) | Serie B - 256 Claudio Correnti (1969-1975, 1976-1978) - 196 Roberto Melgrati (1970-1972, 1973-1975, 1976-1978, 1979-1980) - 190 Bruno Ballarini (1958-1963, 1968-1970) - 170 Luigi Paleari (1968-1973) - 168 Doriano Pozzato (1969, 1970-1975, 1979-1980) - 142 Alfredo Magni (1968-1973) - 141 Franco Stefanini (1957-1963) - 137 Antonio Ghelfi (1959-1962, 1969-1971) - 136 Antonio Lonardi (1956-1961, 1968-1969) - 128 Franco Vannini (1968-1971, 1972-1974) |

### Record di marcature
| Campionato - 91 Antonio Cetti (1920-1941) - 71 Marco Romano (1928-1934, 1941-1942) - 63 Alessandro Gabrielloni (2018-) - 57 Giuseppe Baldini (1951-1953, 1955-1960) - 48 Renato Preziati (1923-1925, 1926-1933) - 41 Vittorio Ghiandi (1949-1954) - 41 Luca Cecconi (1995-1998) - 39 Simone Ganz (2014-16, 2019-20) - 38 Carlo Maesani (1946-1950) - 38 Benito Meroni (1948-1951) | Coppa Italia - 7 Egidio Notaristefano (1983-1990) - 7 Enrico Todesco (1976-1978, 1983-1989) - 6 Stefano Borgonovo (1981-1984, 1985-1988) - 4 Mario Guidetti (1974-1977) - 4 Giuseppe Le Noci (2014-2016, 2016-2017) - 4 Luís Oliveira (2001-2002) - 4 Carlo Taldo (2001-2002) - 4 Tommaso Rocchi (1999-2000)                        |
| Serie A - 32 Vittorio Ghiandi (1949-1953) - 19 Giuseppe Baldini (1951-1953) - 18 Dan Corneliusson (1984-1989) - 17 Angelo Turconi (1950-1953) - 16 Renato Cattaneo (1951-1953) - 16 Benito Meroni (1949-1951) - 16 Ercole Rabitti (1949-1952) - 15 Alceo Lipizer (1949-1952) - 13 Stefano Borgonovo (1981-1982, 1985-1988) - 12 Salvatore Giunta (1986-1989)                      | Serie B - 51 Marco Romano (1931-1934) - 38 Giuseppe Baldini (1955-1960) - 37 Carlo Maesani (1946-1949) - 36 Franco Stefanini (1957-1963) - 24 Aldo Santoni (1954-1957) - 23 Nello Governato (1957-1961) - 23 Luís Oliveira (2001-2002) - 22 Benito Meroni (1948-1949) - 21 Mario Gritti (1953-1957) - 21 Ercole Rabitti (1948-1949) |

I calciatori in grassetto sono ancora in attività per la società.